# Liberty Phoenix
Liberty Mariposa Phoenix (nacida Bottom; Caracas; 5 de julio de 1976) es una actriz estadounidense. Es la hermana mayor de Summer Phoenix y hermana menor de los actores River Phoenix, Rain Phoenix y Joaquin Phoenix.

## Biografía
En los 80 Phoenix apareció en varias producciones de televisión. Entre ellas se encontraban Kate's Secret y la serie basada en la película Siete novias para siete hermanos, dejando la actuación de lado después de eso.
Fundó una banda de punk junto a sus hermanas Rain y Summer Phoenix, llamada The Causey Way, la cual ya no existe. Sin embargo, con frecuencia prestaba su voz a la banda de Rain, Papercranes.
Dio clases en el Florida School of Traditional Midwifery.
En 2005, Phoenix diseñó una línea de ropa, vendiéndosela a Some Odd Rubies, una boutique en Manhattan. En marzo de 2007 abrió su propia tienda verde, Indigo Green Store, en Gainesville, Florida.

### Vida personal
Hacia 2010, Liberty Phoenix Lord estaba casada y tenía cinco hijos, Emily Lord Phoenix, Rio Julio Miguel Asch Phoenix, Scarlette Jasmine Phoenix Asch, Indigo Orion Asch Phoenix (fall. diciembre de 2001) y Leo Lord Phoenix. Liberty Phoenix es vegana como el resto de su familia. Además, apoya la organización de su madre Arlyn Phoenix, River Phoenix Center for Peacebuilding, la cual gestiona.

## Filmografía

### Televisión
| Año  | Título                           | Papel         | Notas                                         |
| ---- | -------------------------------- | ------------- | --------------------------------------------- |
| 1982 | Siete novias para siete hermanos | Christie      | Serie de televisión, episodio: Christmas Song |
| 1986 | Kate's Secret                    | Brownie Scout | Película de televisión                        |